# Lista de jornais e revistas de Portugal
O jornal Açoriano Oriental é o jornal mais antigo de Portugal e está entre os dez mais antigos do Mundo. Foi fundado a 18 de Abril de 1835, num período que corresponde a um momento áureo do jornalismo a nível nacional e internacional. Quatro meses antes do aparecimento da publicação, tinha sido promulgada a primeira lei de liberdade de Imprensa em Portugal. Desde aí, vários jornais têm surgido ao longo dos anos, sendo de destacar os jornais O Século, o Diário de Notícias e o Jornal de Notícias.
Em Portugal, existem várias revistas nas bancas sobre os mais variados temas, sendo as que tratam os assuntos da vida social que tem mais leitores. Destas, a Nova Gente, a Caras, a Lux, a VIP e a Flash são as mais vendidas.
Segue-se uma lista de jornais e revistas portugueses impressos, organizados em várias categorias.
 Nota: certos títulos de jornais e revistas poderão estar repetidos. Por exemplo, o jornal A Bola é ao mesmo tempo um jornal diário, um jornal desportivo, e um jornal de cobertura nacional, logo aparece em três categorias.

## Revistas

### Periodicidade

#### Semanais
- Avante!
- Caras
- Visão
- Sábado
- Focus
- O Jornal Económico
- Time Out
- Mariana

#### Mensais
- Anunciai a Boa Nova!
- Revista da Armada
- BGamer
- Blitz
- Boa Estrela
- Carteira
- Casa Claudia
- Cosmopolitan
- FHM
- Mega Score
- Maxmen
- Maxi Consolas
- O Militante
- Playboy Portugal
- Sport Life
- Selecções
- Futebolista
- Vogue (Portugal)
- Elle (Portugal)
- Contemporânea

#### Semestrais
- Revista de Partes – Perspectiva

#### Anuais
- Revista Cadernos d' Obra

### Temas

#### Defesa do Consumidor (DECO)
- Pro Teste
- Dinheiro & Direitos
- Teste Saúde
- Poupança Quinze
- Poupança Acções
- Eurorisk

#### Revistas sensacionalistas
- Maria
- Flash!
- Ana

#### Revistas sobre televisão
- TV 7 Dias
- TV Guia
- TV Mais
- Mariana

#### Música
- Blitz

#### Científicas
- Revista Cadernos d' Obra
- Teste Saúde

#### Saúde, Desporto e Dietética
- Crescer
- Boa Forma
- Teste Saúde
- Sport Life

#### Femininas
- Maria
- Ana
- Mariana
- Caras
- Máxima
- VIP

#### Masculinas
- Maxmen
- FHM
- Playboy Portugal
- GQ
- INSOMNIA Magazine

#### Arquitectura
- Revista NU

#### Automóveis
- Auto Motor
- AutoSport
- Motor Clássico
- Quattroruote
- Topos e Clássicos

#### Casamentos
- Noivas de Portugal

#### Decoração
- Casa Claudia

#### Desporto
- Futebolista
- Sport Life

#### Generalistas
- Exame
- Revista Visão
- Sábado
- Selecções
- Super Interessante
- Focus
- Eles&Elas

#### Infantis/adolescentes/jovens
- Visão Júnior
- Super Pop
- Bravo

#### Informática
- Exame Informática
- PC Guia

#### Moda
- Caras Moda
- Cosmopolitan
- Vogue Portugal
- Elle

#### Científicas
- Perspectiva – Revista de Partes

#### Arte e cultura
- Artecapital
- Contemporânea
- Diplomática

### Extintas
- Cinéfilo
- Fungagá da Bicharada
- Gina
- Ilustração
- Illustração Portugueza
- O Século Ilustrado
- Revista de Teatro e Música

## Jornais

### Área de distribuição

#### Nacionais
- 24 Horas (extinto)
- A Bola
- A Capital (extinto)
- Correio da Manhã
- Diário da República
- Diário de Notícias
- Jornal de Negócios
- Jornal de Notícias
- Notícias da Manhã (extinto)
- O Jogo
- O Jornal Económico
- Ocasião (extinto)
- Público
- Record
- Sol

#### Regionais

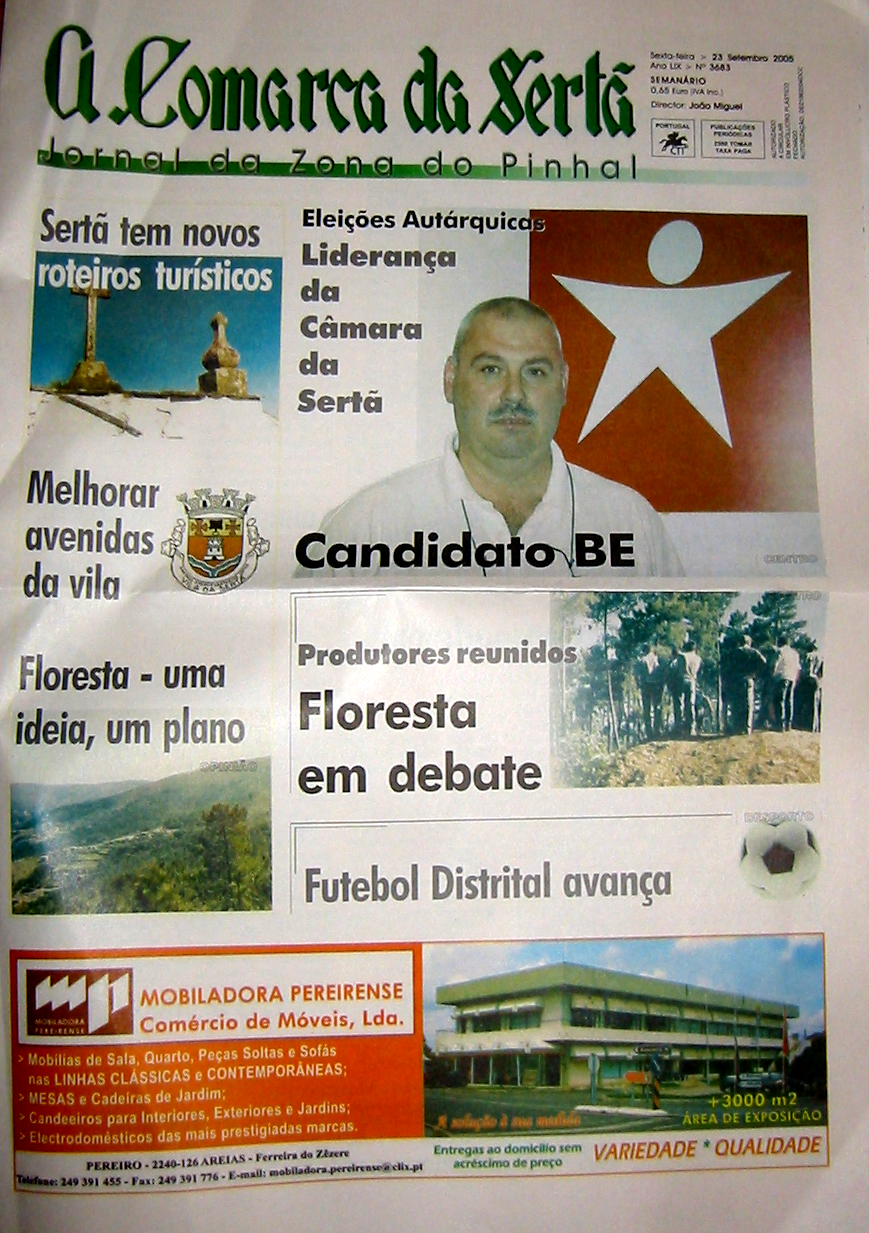
A Comarca da Sertã

- A União
- Açoriano Oriental
- Almada Online
- Alvorada
- A Voz da Figueira
- A Voz de Trás-os-Montes
- Correio do Minho
- Defesa de Espinho
- Diário As Beiras
- Diário Cidade (distribuição gratuita)
- Diário da Lagoa
- Diário de Coimbra
- Diário de Notícias da Madeira
- Diário de Viseu
- Diário do Alentejo
- Diário do Minho
- Diário do Sul (Évora)
- Diário dos Açores
- Diário Insular
- Diário Popular
- Expresso das Nove
- Ilha Maior
- Jornal barlavento
- Jornal de Espinho
- Jornal da Madeira
- Jornal de Peniche
- Jornal do Fundão
- Jornal do Pico
- Jornal Extra
- Linhas de Elvas
- Maia Hoje
- Meia Hora (gratuito)
- Notícias da Amadora
- O Carrilhão
- O Dever
- O Figueirense
- O Minho
- O Mirante
- O Setubalense
- Primeira Linha
- Reconquista

### Periodicidade

#### Diários
- O Minho«Ficha Técnica - O MINHO»
- 24 Horas
- A Bola
- A Capital (extinto)
- Açoriano Oriental
- Correio da Manhã
- Correio do Minho
- Destak (distribuição gratuita)
- Diário As Beiras
- Diário da República
- Diário de Aveiro
- Diário de Coimbra
- Diário de Notícias da Madeira
- Diário do Alentejo
- Diário do Minho
- Diário do Sul (Évora)
- Diário dos Açores
- Diário Insular
- Diário Popular (extinto)
- Jornal de Leiria
- Região de Leiria
- Jornal da Madeira
- Jornal de Negócios
- Jornal de Notícias
- O Jogo
- Meia Hora (distribuição gratuita)
- Metro (distribuição gratuita)
- Notícias da Manhã
- O Minho
- Público
- Record

#### Semanários
- A Comarca da Sertã
- Avante!
- A Voz da Figueira
- Cardeal Saraiva
- Courrier Internacional
- Diário de Notícias
- Expresso
- Ilha Maior
- Jornal do Pico
- Linhas de Elvas
- Notícias da Amadora
- O Dever
- O Diabo
- O Figueirense
- O Independente
- O Jornal Económico
- O Mirante
- Ocasião
- Reconquista
- Sol
- Tal & Qual
- Tribuna da Madeira

#### Quinzenários
- Jornal Ciclismo
- Jornal de Letras
- Jornal Notícias de Gaia

### Temas

#### Generalistas
- Correio da Manhã
- Diário de Notícias
- Jornal de Notícias
- Público
- Sol

#### De referência
- Expresso
- Diário de Notícias
- Jornal de Notícias
- Público

#### Desporto
- A Bola
- O Jogo
- Record
- Jornal Ciclismo

#### Economia
- O Jornal Económico
- Jornal de Negócios
- Vida Económica
- Semanário Económico

#### Cultura
- Jornal de Letras

## Extintos
- 24 Horas (1998-2010)
- A Capital
- O Academico (1902-1903)
- A Voz de Portugal, semanário fundado e dirigido por António Alexandre de Oliveira, publicado entre 4 de Junho de 1904 e 22 de Outubro de 1910; primeiro jornal impresso em Arouca.[2]
- Alma Nova (1931)
- Blitz (1984 - 2006) - passou ao formato revista
- Diário de Lisboa
- Diário Económico
- Euronotícias
- Jornal Novo
- O Comércio do Porto (2 de Junho de 1854 - 30 de Julho de 2005)
- O Diário
- Diário Popular (1942 - 1991)
- O Independente (1990 - 2006)
- O País (1976 - 1984)
- O Século
- Se7e
- Tal & Qual
- Notícias de Évora foi um jornal regional publicado em Évora, entre 8 de Setembro de 1900 e 31 de Março de 1992.
- O Correio da Sertã, publicado entre 1 de Novembro de 1884 a 29 de Novembro de 1894.[3][4]
- Jornal da Certã, publicado entre 25 de Dezembro de 1886 a 30 de Dezembro de 1888.
- Campeão do Zêzere, semanário independente, dirigido por Joaquim Martins Grillo e Albano Nunes Roldão, publicado entre 1 de Fevereiro de 1891 e 3 de Julho de 1892.[4]
- Correio da Província, jornal progressista, publicado entre 21 de Fevereiro de 1889 a 25 de Dezembro de 1895.[3][4]
- Echo da Beira, publicado entre 17 de Dezembro de 1896 a 22 de Dezembro de 1899, dirigido por Abílio David Oliveira, e posteriormente entre 20 de Fevereiro de 1910 até data incerta, e de 16 de Agosto de 1914 a 14 de Julho de 1918.[4]
- Certaginense, jornal republicano, publicado entre 10 de Outubro de 1889 a 25 de Dezembro de 1895, e entre 7 de Abril de 1918 a 4 de Março de 1920.[3]
- A Ninfa do Zêzere, publicado entre 12 de Março de 1897 até data incerta..[3]
- Gazeta das Províncias, publicado entre 10 de Novembro de 1898 a 27 de Setembro de 1900..[3]
- Voz do Povo, jornal republicano, publicado entre 10 de Outubro de 1910 a 30 de Novembro de 1913.[3]
- A Voz da Beira, publicado entre 10 de Janeiro de 1914 a 4 de Março de 1917.[3]
- A Boa Nova, jornal católico, publicado entre 19 de Julho de 1914 a 14 de Agosto de 1915.[3]
- A Pátria de Celinda, publicado entre 14 de Fevereiro de 1917 a 21 de Agosto de 1921.[3]
- O Progresso da Beira, publicado entre 11 de Outubro de 1925 a 9 de Janeiro de 1927.[3]
- Beira Nova, publicado entre 10 de Abril de 1932 e data incerta.
- Família Paroquial de Várzea dos Cavaleiros, publicado a partir de 1 de Janeiro de 1956 até data incerta.
- Notícias de Várzea dos Cavaleiros, publicado entre Junho de 1968 e data incerta.
- O Renovador, publicado entre 14 de Fevereiro de 1970 e data incerta de 1975.
- Gazeta de Farmácia
- Novidades
- Gazeta, em que se relatam as novas todas, que ouve nesta corte, e que vieram de várias partes no mês de novembro de 1641